# Bankhaus Z. H. Gumpel
Das Bankhaus Z. H. Gumpel in Hannover war ein im 18. Jahrhundert in der ländlichen Region gegründetes Handelsunternehmen und später als Privatbank geführtes Familienunternehmen, das eine maßgebliche Rolle bei der Entwicklung der niedersächsischen Kali-Industrie einnahm und im Zuge der Judenverfolgung zur Zeit des sogenannten „Dritten Reichs“ liquidiert wurde.

## Geschichte
Das Unternehmen war ursprünglich im Jahr 1796 gegründet worden als ländliches Lindhorster Handelsgeschäft in der damaligen Grafschaft Schaumburg-Lippe. Erst später – unter der Leitung von Zadek Hirsch Gumpel – erweiterte sich der Betriebszweck des ab 1820 Z. H. Gumpel benannten Unternehmens zunächst um den Vertrieb von Textilwaren sowie um den Handel mit Getreide und Holz. Unter dem Holz- und Getreidehändler Gustav Gumpel dem Älteren (1829–1889) und dessen Ehefrau Emilie, geborene Franck (1837–1911) wurden in Lindhorst deren Söhne geboren; Hermann (1862–1935) Max (1863–1913) und Julius Gumpel (1865–1942).
Die drei Brüder und Enkelsöhne des Namensgebers des Betriebes wurden in der Gründerzeit des Deutschen Kaiserreichs an unterschiedlichen Daten Teilhaber und 1889 – dem Todesjahr ihres Vaters – Inhaber des Familienunternehmens. Rund fünf Jahre später verlegten sie es 1894 nach Hannover und bauten es dort zügig zu einer modernen Bank aus, die ab 1899 in einem eigenen Geschäftsgebäude als Bankhaus Z. H. Gumpel in der Schillerstraße firmierte.
Das Bankhaus wurde vor allem in der Kaliindustrie und dort vor allem in der hannoverschen Region tätig. Während anfänglich noch Beteiligungen an Bohr-Unternehmen zum Geschäftsfeld zählten, engagierte sich die Bank bald in der Gründung beziehungsweise der Übernahme bestehender Kalibergwerke, so beispielsweise
- 1906 beim Kaliwerk Siegfried-Giesen,
- 1909 beim Kaliwerk Rössing-Barnten,
- 1918 im Salzbergwerk Asse und
- 1921 bei der Heldburg AG.[1]

Zudem wurde die Z. H. Gumpel in der Elektroindustrie sowie in Immobiliengeschäften aktiv.
Zur Zeit der Weimarer Republik und nach der Deutschen Hyperinflation übernahm Gumpel 1925 das ebenfalls in Hannover sitzende Bankhaus Ephraim Meyer & Sohn. Im Zuge der immer stärkeren Kartellbildung in der Kaliindustrie wurden die im sogenannten „Gumpelkonzern“ zusammengefassten Kaliwerke 1926 an den Burbach-Kalikonzern veräußert.
Nun engagierte sich das Bankhaus Z. H. Gumpel, das Anfang um 1930 ihren Sitz noch im Haus Schillerstraße 23 betrieb, unter der Führung von Hermann Gumpel verstärkt in der umliegenden Asphalt- und Zementindustrie bei Hannover. Julius Gumpel schied unterdessen aus der bisher gemeinsam geführten Privatbank aus und übernahm stattdessen die Führung des Bankhauses Ephraim Meyer & Sohn.
Nach der Machtergreifung durch die Nationalsozialisten im Jahr 1933, ersten Verfolgungen und Entrechtungen beider „jüdischen Bankhäuser“ und ihrer Inhaber schon im August desselben Jahres durch die SS wurde das Bankhaus Z. H. Gumpel im Jahr der sogenannten „Reichskristallnacht“ 1938 und im Zuge der beabsichtigten „Arisierung“ liquidiert. Der Familie Gumpel aber sollte noch weit Schlimmeres bevorstehen.
Das einstige Gebäude des Bankhauses Gumpel unter der damaligen Adresse Schlägerstraße 55 wurde Sitz der Zentrale der Gestapo in Hannover. Nachdem es während der Luftangriffe auf Hannover im Oktober 1943 durch Fliegerbomben vollständig zerstört worden war, wurde an dessen Stelle unter der neuen Hausnummer 5 nach dem Krieg eine Kirche errichtet.